# EMeRTon-díj
Az eMeRTon-díjat a Magyar Rádió – Bolba Lajos karmester, zenei szerkesztő kezdeményezésére – hozta létre 1986-ban. Ez az elismerés nem pénzdíjas, „csak a dicsőség jár, egyéb semmi”. Az eMeRTon-díjjal évről évre a legszélesebb műfaji skálán ismerik el a szólistákat és az együtteseket, a zeneszerzőket és a szövegírókat – a rock- és popzenétől a musicalen át a folkmuzsikáig. A díjról minden esztendőben szakemberek alkotta zsűri dönt, titkos szavazással.
A díj elnevezése a Magyar Rádió (MR) és a „ton” (latinul tonus ’hangszín’) összetétele.

## Díjazottak

### 1986
Az első EMeRTon díjátadó gálát 1986. december 20-án rendezték a Budapest Kongresszusi Központban.
- Az év country-zenekara: Bojtorján
- Az év beat-rock zenekara: Edda együttes
- Posztumusz díj: Fényes Szabolcs és Romhányi József életművéért
- Az év előadója: Katona Klári
- Az év lemeze: Korda György
- Az év jazz-zenésze: Pege Aladár
- Az év dalszerzője: Presser Gábor
- Az év szövegírója: Szenes Iván
- Az év musicalénekese: Vikidál Gyula
- Az év videóklipje: Fekszem az ágyon (V’Moto-Rock, Szegő Mihály)

### 1987
Az 1987. évi díjakat 1988. január 9-én adták át a Budapest Kongresszusi Központban.
- Az év jazzegyüttese: Benkó Dixieland Band
- Az év önálló előadója: Hofi Géza
- Az év szövegírója: Miklós Tibor
- Az év szólistája: Szakcsi Lakatos Béla
- Az év gyermekdala: Három kívánság 100 Folk Celsius
- Az év énekese: Sztevanovity Zorán
- Posztumusz életműdíj: Tamássy Zdenko és Nádas Gábor
- Az év beat-rock együttese: V’Moto-Rock
- Az év lemezsikere: Bob Heatlie: Párizsi lány (Csepregi Éva), a dal szerzője Pásztor László és Jakab György
- Az év előadója: Delhusa Gjon[5]

### 1988
Az 1988. évi díjakat 1989. január 16-án adták át a Budapest Kongresszusi Központban. A díjátadást a rádió egyenes adásban közvetítette.
- Posztumusz életműdíj: Bakos Géza
- Az év musical-előadója: Bessenyei Ferenc
- Az év szövegírója: Bradányi Iván
- Az év önálló zenés műsora: Hegedűs D. Géza
- Az év hagyományos könnyűzenei előadója: Kalmár Magda
- Az év jazzegyüttese: Magyar Jazz Kvartett
- Az év fiatal tehetsége: Moho Sapiens
- Az év jazz-szólistája: Molnár Gyula klarinétos
- Az év rock előadója: Napoleon Boulevard
- Az év beat előadója: Szikora Róbert
- Az év zeneszerzője: Tolcsvay László
- Az év lemezsikere: Júlia nem akar a Földön járni (Vincze Lilla, Napoleon Boulevard)

### 1989
A negyedik eMeRTon-díjátadóra 1990. február 24-én a Magyar Rádió VI-os stúdiójában került sor. A díjakról a szakmai zsűri 1988. december 30-án döntött.
- Az év dzsessz-szólistája: Binder Károly (zongora)
- Az év dzsessz-együttese: Budapest Ragtime Band
- Az év zeneszerzője: Dés László
- Az év lemeze: Ábrándos szép napok (Dolly Roll)[8]
- Az év beat-rock együttese: East együttes
- Az év figyelemreméltó tehetsége: Faxni együttes
- Az év szövegírója: Fábri Péter
- Az év musical előadója: Gergely Róbert
- Az év dala: Álmodj királylány (Homonyik Sándor)
- Különdíj: Záray Márta – Vámosi János (40 éves sikeres pályafutásuk elismeréséül)

### 1990
Az 1990-es eMeRTon-díjak átadására 1991. február 23-án került sor a Magyar Rádió VI-os stúdiójában. Az eseményt a Petőfi adó március 9-én felvételről közvetítette.
- Életműdíj: Bágya András
- Az év szövegírója: Bródy János
- A Magyar Rádió Nagydíja: Fenyő Miklós
- Az év dzsessz-együttese: G.T.L. Trió
- Az év rock-együttese: Hobo Blues Band
- Az év koncertje: Illés-együttes a Népstadionban
- Az év zeneszerzője: Menyhárt János
- Az év dzsessz-szólistája: Muck Ferenc (szaxofon)
- Egyéb műfaj: Muzsikás együttes
- Az év új tehetsége: Pierrot
- Az év gyermekelőadója: Szandi
- Az év énekese: Varga Miklós
- Az év zenésjáték-előadója: Vikidál Gyula

### 1991
Az 1991-es díjak átadására 1992. január első napjaiban került sor.
- Az év dzsesszmuzsikusa: Babos Gyula
- Az év dzsessz-együttese: Besenyő Blues Band (Marsaiké Zoltán, Mákó Miklós, Gallyas László, Király Éva, Köves Miklós, Zsoldos Tamás, Majsai Gábor)
- Az év énekese: Demjén Ferenc
- Az év egyénisége: Földes László (Hobo)
- Életműdíj: G. Dénes György
- Az év hangfelvétele: a Láthatatlan ég című lemezért Dolák-Saly Róbert (Kerpel Péter hangmérnök, Jávor Zoltán zenei rendező)
- Az év zeneszerzője: Kocsák Tibor
- Az év felfedezettje: Ladánybene 27 (Árokszállási Tamás, Barcza Gergely, Bodnár Tibor, Hertelendi István, László Miksa, Szarka Sándor, Tóth Gábor)
- Az év színész-énekese: Malek Andrea
- Az év dala: A szerelemnek múlnia kell (szerzők: Presser Gábor–Sztevanovity Dusán, előadó: Sztevanovity Zorán)
- Az év popegyüttese: Republic (Boros Csaba, Bali Imre, Nagy László Attila, Tóth Zoltán, Cipő)
- Az év dalszövegírója: Sztevanovity Dusán
- Az év lemeze: A küszöbön túl Tátrai Band (Tátrai Tibor, Pálvölgyi Géza, Papp Tamás, Horváth Charlie, Kovács Tamás)

### 1992
Az 1992. évi eMeRTon-díjakat 1993. január 5-én nyilvános rádióadás keretében a Duna Palotában adták át.
- Az év figyelmet érdemlő tehetsége: Auth Csilla
- Az év jazzszólistája: Csík Gusztáv
- Az év jazzegyüttese: Dresch Kvartett
- Az év énekese (pop): Gergely Róbert
- Az év szövegírója: Geszti Péter
- Életműdíj (zeneszerző): Gyulai Gaál János
- Az év koncertje: LGT
- Az év színész-énekese: Méhes László
- Különdíj: Nyeső Mari
- Az év figyelmet érdemlő tehetségű együttese: Palermo Boogie Gang
- Az év színész-énekesnője: Pápai Erika
- Az év szórakoztatózenei rádióműsora: Pihenőidő (Petress István–Török Mária)
- Az év énekese (rock): Révész Sándor
- Életműdíj (szövegíró): S. Nagy István
- Az év énekesnője: Szulák Andrea

### 1993
Az 1993. évi díjakról 1993 novemberében döntött a szakmai bizottság. A díjátadót – első alkalommal a díj történetében – a Magyar Televízió 1994. január 7-én felvételről közvetítette.
- Az év felfedezettje: Sárközi Anita
- Nagy Generáció Díj (együttes): Bergendy Koncert, Jazz, Tánc és Szalonzenekar
- Az év zenei szerkesztője: Csiba Lajos
- Az év dzsessz-zenésze (hazai): Vukán György
- Az év zenés produkciója: Mindhalálig Beatles muzsikus kvartett Forgács Péter-Győri Péter-Incze József-Mikó István
- Életműdíj: Fényes Kató
- Az év felfedezettje: Gombos László
- Az év színész-énekese: Sasvári Sándor
- Az év dzsessz-zenésze (külföldön élő): Vígh Tommy
- Az év lemezkészítője: Zámbó Jimmy
- Nagy Generáció Díj (szóló): Sztevanovity Zorán
- Az év színész-énekesnője: Papadimitriu Athina

### 1994
1994 májusában Bayer Friderika énekes és Jenei Szilveszter zeneszerző rendkívüli eMeRTon-díjat kapott az Eurovíziós Dalfesztiválon elért 4. helyezésért.
Az 1994. évi díjakat 1995. január 24-én adták át a televízió 4-es stúdiójában.
- Az év énekesnője: Szulák Andrea
- Az év énekese: Charlie
- Az év színész-énekese: Kulka János
- Az év felfedezettje: Bayer Friderika
- Az év együttese: Kispál és a Borz
- Az év zeneszerzője: Presser Gábor
- Az év szövegírója: Horváth Attila
- Az év dzsesszegyüttese: Tea együttes
- Az év dzsessz-szólistája: Oláh Kálmán
- Az év hangmérnöke: Dorozsmai Péter
- Az év videóklipje: Zoltán Erika
- Életműdíj: Komjáthy György

### 1995
Ebben az évben szüneteltették a díj átadását.

### 1996
Az 1996. évi díjakat tizedik alkalommal adták át 1997. április 5-én a Budafok-Tétény Művelődési Központban.
- Az év énekese: Demjén Ferenc
- Az év ígérete: Cserháti Zsuzsa
- Az év musical énekese: Földes Tamás
- Az év énekesnője: Szekeres Adrien
- Az év musical énekesnője: Janza Kata
- Az év jazz-zenekara: Hot Jazz Band
- Az év ígéretes együttese: Rockfort együttes
- Az év dzsessz-zenésze: Csepregi Gyula
- Az év zenei rendezője: Victor Máté
- Az év hangmérnöke: Szita István
- Életműdíj: Körmendi Vilmos
- Életműdíj: Csepregi Gyula (Stúdió 11 zenekar)[16]

### 1997
Az 1997. évi eMeRTon-díjak átadására 1998. április 4-én került sor a Budafok-Tétény Művelődési Központban.
- Az év énekesnője: Malek Andrea
- Az év énekese: Charlie
- Az év musical énekesnője: Keresztes Ildikó
- Az év musical énekese: Forgács Péter
- Az év felfedezettje: Mezőfi Gabriella
- Az év rock koncertje: Korál Kisstadionban tartott koncertje
- Az év folk énekesnője: Sebestyén Márta
- Az év folk együttese: Süvöltő együttes
- Az év jazz szólistája: Schreck Ferenc
- Az év jazz együttese: In Line együttes
- Az év kiemelkedő produkciója: Geiger György
- Az év zenei rendezője: Matz László
- Az év hangmérnöke: Buczkó Gábor
- Életműdíj: Dobsa Sándor

### 1998
Az 1998. évi díjakat 1999 márciusában adták át a Magyar Rádió márványtermében.
- Az év énekesnője: Koncz Zsuzsa
- Az év énekese: Zámbó Jimmy
- Az év musical énekesnője: Auksz Éva
- Az év musical énekese: Dunai Tamás
- Az év felfedezettje: Fehér Adrienn
- Az év pop együttese: Back II Black
- Az év hangszeres szólistája: Ifj. Sánta Ferenc
- Az év zeneszerzője: Blum József
- Az év folk együttese: MÉTA együttes és Balogh Kálmán
- Az év jazz szólistája: Schreck Ferenc
- Az év jazz együttese: Cotton Club Singers
- Az év kiemelkedő produkciója: "A Rádiózás Napja" (karmestere: Kovács László, zeneszerzője: Balogh Sándor)
- Örökös gyártásvezető: Felber György (posztumusz díj)
- Az év kiadványa: Kincses Veronika és a Fóti Gyermekváros Kórusa közös előadása
- Az év hangmérnöke: Bányai Jenő
- Életműdíj: Stúdió 11

### 1999
2000 februárjában hozták nyilvánosságra az 1999. évi díjazottak listáját.
- Az év énekesnője: Keresztes Ildikó
- Az év énekese: Gerendás Péter
- Az év musical énekesnője: Szinetár Dóra
- Az év musical énekese: Miller Zoltán
- Az év folk együttese: Vujicsics együttes
- Az év jazz együttese: Trio Midnight
- Az év hangszeres szólistája: Horváth Kornél
- Az év hangmérnöke: Schlotthauer Péter
- Az év felfedezettje: Hungarian World Music Orchestra
- Az év nosztalgia együttese: Pódium Duó
- Életműdíj: Payer András
- Az év koncertturnéja: Ákos
- Az év rádiós produkciója: Csermely Zsuzsa a Viva című CD gondozásáért
- Az év zenei alkotása: Malek Miklós Kürtverseny
- Az év zenei rendezője: Huszti Zoltán
- Az év koncertje: Omega (Népstadionbeli koncert)
- Az év zeneszerzője: Vukán György
- Életműdíj: id. Herrer Pál (posztumusz)

### 2000
2001. március 30-án a Budafok-Tétény Művelődési Központban zártkörű rendezvényen került sor a 2000. évi eMeRTon-díjak átadására. A díjátadó gálát a Petőfi Rádió élőben közvetítette.
- Az év zeneszerzője: Presser Gábor
- Az év jazzmuzsikusa: Pege Aladár
- Az év énekesnője: Auth Csilla
- Az év tini énekese: Veres Mónika „Nika”
- Az év felfedezettje: Szatmári Orsolya
- Az év zenekari felfedezettje: Madarak együttes
- Az év alternatív zenekara: Publo Hunny
- Az év énekegyüttese: Four Fathers énekegyüttes
- Az év népzenei együttese: Bekecs együttes
- Könnyűzenei felvételeiért: A Magyar Rádió Szimfonikus Zenekara
- Az év jubileumi koncertje: Mikó István
- Az év stúdió koncertje: David Klezmer Quintet
- Az év stúdiófelvétele: Bergendy Koncert-, Tánc-, Jazz- és Szalonzenekar
- Az év kuplé produkciója: Tarnai Kiss László
- Életműdíj: Tabányi Mihály
- Az év hangmérnöke: László Zoltán
- Az év posztumusz díja: Sárosi Katalin
- Az év emlékdíja: Zsoldos Imre (1919-1985), Zsoldos Ernő (1911-1968), Zsoldos László (1913), Zsoldos Mária (1946), Zsoldos Béla (1952), Zsoldos Gábor (1962).

### 2001
A 2001. évi díjakat 2002. március 22-én 18 kategóriában a Millenáris Teátrumban adták át.
- Az év énekesnője: Katona Klári[21]
- Az év énekese: Sztevanovity Zorán[21]
- Az év musical énekesnője: Tunyogi Bernadett[21]
- Az év musical énekese: Molnár László[21]
- A legjobb határon túli magyar zenekar: Ghymes[22]
- Az év világzenei előadója: Djabe[23]
- Weszely Ernő[24]
- Molnár Dixieland Band (Molnár Gyula)[25]
- Az év jazz-zenésze: Szalóky Béla

### 2002
A 2002. évi díjakat 12 kategóriában 2003. április 4-én osztották ki az Uránia Nemzeti Filmszínházban. A gálaestet a Petőfi Rádió élőben közvetítette, a Magyar Televízió felvételt készített.
- Az év énekesnője Lovász Irén népdalénekes
- Az év énekese: Bényei Tamás (Hot Jazz Band)
- Az év musicalénekese: Csengeri Attila
- Az év hangszeres szólistája: Nagy János
- Az év jazz-együttese: Bohém Ragtime Jazz Band
- Az év folk-énekese: Maczkó Mária
- Az év felfedezett csapata: Zanzibar együttes
- Az év együttese: Kaláka
- Az év hangmérnöke: Horváth Tamás
- Az év zeneszerzője: Fekete-Kovács Kornél
- Az év szövegírója: Jantyik Zsolt
- Életműdíj: Vándor Kálmán

### 2003
A 2003. évi díjakat 11 kategóriában 2004. április 2-án adták át a József Attila Színházban rendezett gálaműsor alkalmával.
- Az év énekese: Zsédenyi Adrienn
- Az év együttese: After Crying
- Életműdíj: Gyulai Gaál János
- Az év folkénekese: Herczku Ágnes
- Az év musical énekesnője: Mahó Andrea
- Az év hangszeres szólistája: Söptei Géza
- Az év dzsesszcsapata: Jazzpression
- Az év felfedezettje: Folkestra
- Az év hangmérnöke: Rédly Dénes
- Az év szövegírója: Lukács László (Tankcsapda)
- Az év zeneszerzői: Szűcs Antal Gábor és Tátrai Tibor

### 2004
A 2004. évi díjakat 11 kategóriában 2005. április 15-én adták át a Dél-budai Kulturális és Szabadidőközpont színháztermében. A gálaestet a Petőfi Rádió élőben közvetítette. Demjén Ferenc harmadszor nyerte el a díjat.
- Az év énekese: Demjén Ferenc
- Az év musical énekese: Csonka Tünde
- Az év folkénekese: Bognár Szilvia
- Az év hangszeres szólistája: St. Martin
- Az év együttese: Budapest Klezmer Band
- Az év jazzegyüttese: Borbély Műhely (Borbély Mihály együttese)
- Az év zeneszerzője: Rakonczai Viktor
- Az év szövegírója: Katona László
- Az év felfedezettje: Dolhai Attila
- Az év hangmérnöke: Járitz István
- Életműdíj: Bradányi Iván

### 2005
A 2005. évi teljesítményeik alapján 2006. november 19-én adták át tizenkilencedik alkalommal a díjakat 11 kategóriában a Dél-budai Kulturális és Szabadidőközpontban. A gálaestet a Petőfi Rádió élőben közvetítette. A díjazottak között volt a díj kitalálója, kezdeményezője, a Magyar Rádió egykori zenei rendezője, Bolba Lajos karnagy is, aki életműdíjat vehetett át.
- Az év énekese: Dobrády Ákos
- Az év együttese: Háború zenekar
- Az év dzsesszegyüttese: Fusio Group zenekar
- Az év musical énekese: Bereczki Zoltán
- Az év felfedezettje: Bartók Eszter
- Az év hangszeres szólistája: Ferenczi György
- Az év folkegyüttese: Fonó zenekar.
- Az év zeneszerzője: Jamie Winchester
- Az év szövegírója: Valla Attila
- Az év hangmérnöke: Kuklis Béla
- Életműdíj: Bolba Lajos